# Gilles Dagneau
Gilles Dagneau est un réalisateur français né le 16 juin 1952 à Paris.
Il est aussi l'auteur de biographies de Dustin Hoffman (1981) et Ava Gardner (1984).

## Filmographie

### Courts métrages de fiction
- 1986 : Le Bridge, avec Bernard Haller, Alexandre Arbatt
- 2004 : Tianô, la parole déchirée, avec Earl Song, Sammy Whaap
- 2010 : Prisonnier du soleil, avec Jean Boissery, Jean-Pierre Lorit, Roger Dumas

### Documentaires
- 1992 : Opération Noah
- 1994 : Levée de deuil à Tiaoué
- 1994 : Kamedan
- 1995 : Remember New Caledonia
- 1998 : Tjibaou, la parole assassinée ?
- 2000 : La Vallée du tir
- 2006 : Tjibaou, le pardon
- 2008 : Le Gendarme Citron
- 2008 : Renzo Piano, le chemin kanak
- 2014 : Les Horizons Chimériques
- 2016 : Aventures dans les îles

### Montage
- 2013 : A la recherche de Macondo de François Badaire
- 2012 : Poètes de rues en Haïti de Christian Tortel
- 2011 : Haïti, pays réel, pays rêvé de Christian Tortel
- 2006 : L'Instituteur de Camopi de Thierry Robert
- 2006 : Oyapock, le fleuve partagé de Thierry Robert
- 2005 : Édouard Glissant, la trace de Carthage de Gérard Le Moal

## Publications
- « Hommage à Tex Avery », Cinéma 80, n° 262, octobre 1980
- « Ken Russell, l'inimitable », Cinéma 81, n° 274, octobre 1981
- « Entretien avec Jean-Pierre Mocky, 1re partie », Cinéma 82, n° 279, mars 1982
- « Entretien avec Jean-Pierre Mocky, 2e partie », Cinéma 82, n° 280, avril 1982
- « Mocky, au-delà des apparences », Cinéma 82, n° 280, avril 1982